# Galadriel Stineman
Galadriel Stineman (Kentucky, 20 de octubre de 1990) es una actriz estadounidense mayormente conocida por sus papeles de Cassidy Finch en la serie estadounidense The Middle y de Ashley en el videojuego de terror Until Dawn.

## Biografía
Galadriel nació en el estado de Kentucky el 20 de octubre de 1990. Terminó la educación secundaria en el Newport Central Catholic High School en Newport, Kentucky. Fue animadora, bailarina y jinete de caballo durante la secundaria, pero también participó en el club teatral, más nunca logró un papel principal en ninguna obra a nivel escolar. Sus padres, aficionados novelistas, le pusieron de nombre Galadriel por la reina de los elfos de El Señor de los Anillos. Creció en el norte de Kentucky, su padre era tenista y profesor y su madre enfermera. Al terminar la secundaria asistió a la Universidad Northern Kentucky se graduó magna cum laude en la facultad de informática.
Galadriel se trasladó a Los Ángeles tras su graduación en la Universidad Northern Kentucky y allí hizo su debut en Fame (2009) en el papel de una bailarina, pero su gran logro se produjo cuando interpretó a Gwen Tennyson en Ben 10: Alien Swarm, una película de ciencia ficción de Alex Winter, basada en la serie de Cartoon Network Ben 10: Alien Force. Galadriel se ha visto involucrada en proyectos desde 2009, interpretó a Audra en Junkyard Dog y a Cassidy Finch en The Middle. Y sigue actuando en papeles, llevando su nivel de reconocimiento más arriba.
Galadriel dará vida al personaje Ashley en el videojuego de acción y survival horror Until Dawn de Supermassive Games para PlayStation 4.

## Filmografía
| Año       | Título              | Personaje                 |
| --------- | ------------------- | ------------------------- |
| 2009      | Fame                | Bailarina                 |
| 2009      | Ben 10: Alien Swarm | Gwen Tennyson             |
| 2010      | Junkyard Dog        | Audra                     |
| 2011–2014 | The Middle          | Cassidy Finch/Lucy Howard |
| 2011      | Austin & Ally       | Didi                      |
| 2011      | Good Luck Charlie   | Molly                     |
| 2012      | Operation Cupcake   | Kim Carson                |
| 2012      | Bones               | Brooke Guminski           |
| 2013      | Shameless           | Wendy                     |
| 2015      | Rizzoli & Isles     | Krista                    |
| 2015      | Major Crimes        | Lisa Sloan                |
| 2015      | Man Up              | Madison                   |
| 2015      | The party is over   | Sarah                     |
| 2013      | Glee                | Vanessa                   |

### Videojuegos
| Año  | Título     | Personaje            | Notas                               |
| ---- | ---------- | -------------------- | ----------------------------------- |
| 2015 | Until Dawn | Ashley ''Ash'' Brown | Voz y rasgos faciales del personaje |